# Exploitation sociale
L'exploitation sociale désigne les violences qui s'exercent dans les rapports sociaux, particulièrement au travail.

## Origines
Ce ressenti des violences sociales est apparu aux mêmes périodes chez Marx, Bakounine, Proudhon et Abraham Lincoln.

## Sémantique
Les anarchistes, les altermondialistes et de manière générale l'extrême gauche utilisent cette expression pour dénoncer la domination, l'enfermement et l'esclavage moderne, notamment celui du travail des enfants. Ils considèrent que l'exploitation sociale conduit à l'exclusion sociale, qui elle-même ne facilite pas l'émancipation. Pierre Bourdieu va plus loin puisqu'il parle d'une « exclusion culturelle ».
Une partie de l'extrême-gauche condamne cette déviation sémantique (« exploitation » devient « exclusion ») qui, selon elle, s'explique par le refus d'utiliser le langage marxiste. 
Selon Éric Hazan dans son ouvrage LQR : la propagande au quotidien, le discours dominant retire les armes que sont les mots.

### Filmographie
- Attention danger travail
- Volem rien foutre al païs